# Lincoln-Zephyr
La Zephyr è un'autovettura di lusso prodotta dalla Lincoln dal 1936 al 1942 e dal 1946 al 1948. Fino al 1942 la vettura mantenne la denominazione citata, ma dopo la pausa bellica, ovvero dal 1946 al 1948, il modello fu denominato semplicemente "Lincoln", senza quindi nessun nome ufficiale, anche se, per identificarlo e distinguerlo dalle altre vetture, venne chiamato ufficiosamente H-Series.
La Zephyr fu introdotta per colmare il gap esistente tra la linea composta dai modelli Ford De Luxe con motore V8, e la esclusiva Lincoln K-Series. La Zephyr fu pensata e voluta da Edsel Ford, e venne progettata da Eugene Turenne Gregorie. Il modello era paragonabile alle vetture contemporanee prodotte dalla LaSalle, alla Packard 110, alla Packard 120 e alla Cadillac Serie 60, infatti si collocava alla base dell'offerta della Lincoln, che era formata da auto di lusso.
Fu la prima autovettura di proprietá del cantante Elvis Presley, che ne ricevette una in dono dai suoi genitori al compimento dei 18 anni di età.

## Storia
Introdotta il 2 novembre del 1935 per il model year 1936, la Lincoln Zephyr era dotata di una linea moderna e aerodinamica. Dopo la Chrysler Airflow, la Zephyr è stata la prima vettura dotata di forme particolarmente aerodinamiche ad avere un grande successo commerciale. La Zephyr, inoltre, aveva un coefficiente di resistenza aerodinamica più basso di quello della Airflow grazie soprattutto alla linea del frontale. Il modello risollevò le vendite delle vetture Lincoln e dal 1941 tutti i modelli del marchio vennero basati sulla Zephyr. Il numero degli esemplari di Zephyr commercializzati non era elevato, ma la sua percentuale rispetto al numero totale di vetture Lincoln vendute era ragguardevole. Ad esempio, nel primo anno di commercializzazione furono venduti 15.000 esemplari di Zephyr, che corrispondevano però all'80 % dei modelli Lincoln prodotti nell'anno in questione. Nel 1940 fu lanciata sui mercati un allestimento del modello che in seguito sarebbe divenuto un modello a sé stante, la Zephyr-Continental.

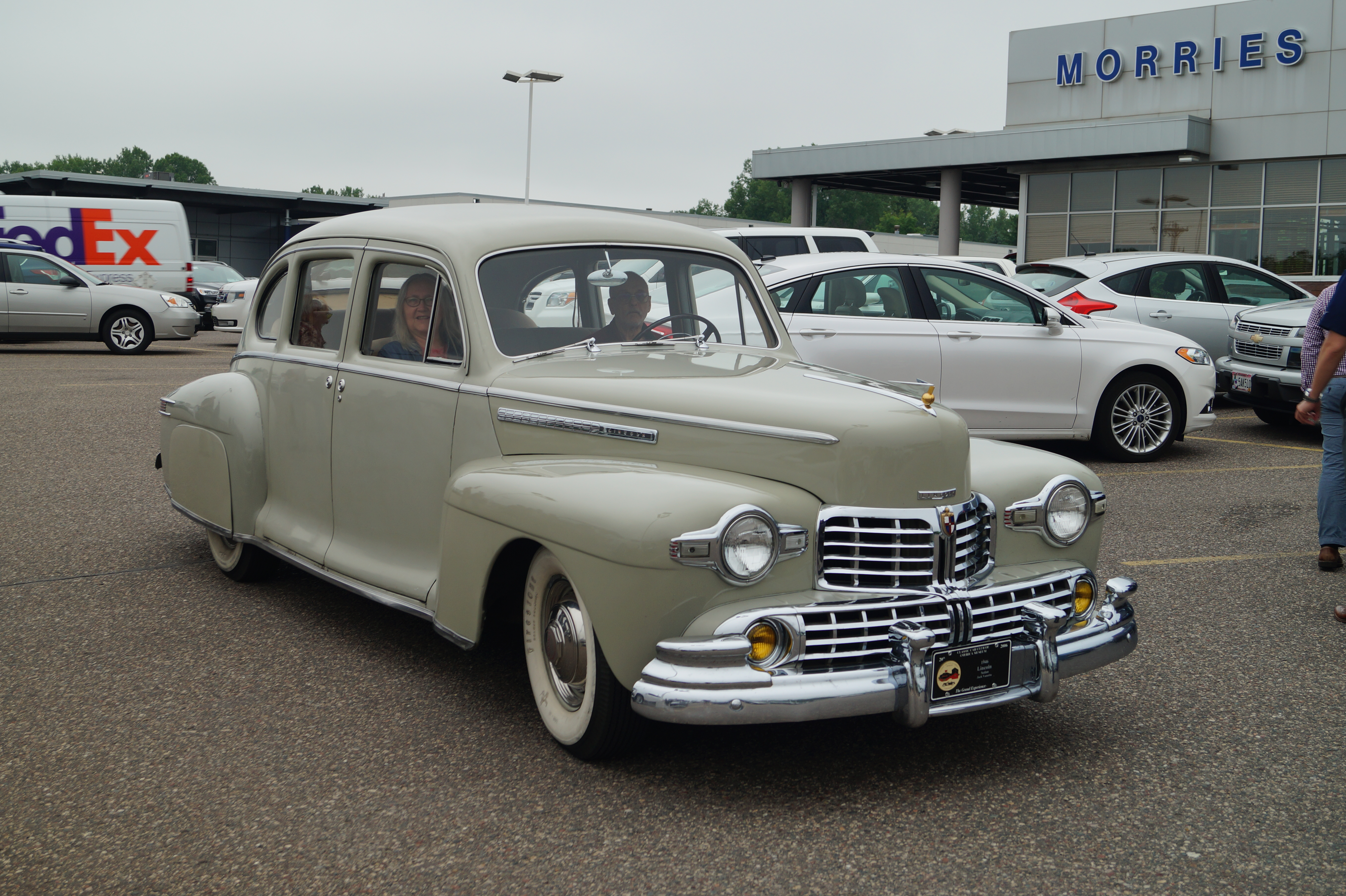
Una Lincoln H-Series

La produzione automobilistica degli Stati Uniti venne sospesa nel 1942 con l'entrata in guerra del Paese nel secondo conflitto mondiale, dato che gli impianti industriali delle grandi aziende statunitensi furono convertiti alla produzione bellica. L'ultima Zephyr prebellica uscì dalle catene di montaggio il 2 febbraio dell'anno citato. Dopo la fine della guerra, molte case automobilistiche tornarono alla produzione civile con modelli prebellici, e la Lincoln non fu un'eccezione. Nel 1946, però, il nome Zephyr non fu più utilizzato e il modello fu denominato semplicemente "Lincoln", anche se ufficiosamente, per distinguerlo dalle altre vetture, era conosciuto come H-Series.
L'idea che fu alla base del lancio della Zephyr, cioè quella di commercializzare un modello lussuoso ma dalle dimensioni compatte, fu ripresa anche in seguito da altri modelli del marchio come la Lincoln Lido del 1950, la Lincoln Versailles del 1977, la Lincoln Continental del 1982 e la Lincoln LS del 2000.  Il nome Zephyr fu poi riutilizzato nel 2006 per un altro modello che venne però rinominato MKZ già nel 2007.

## Caratteristiche tecniche

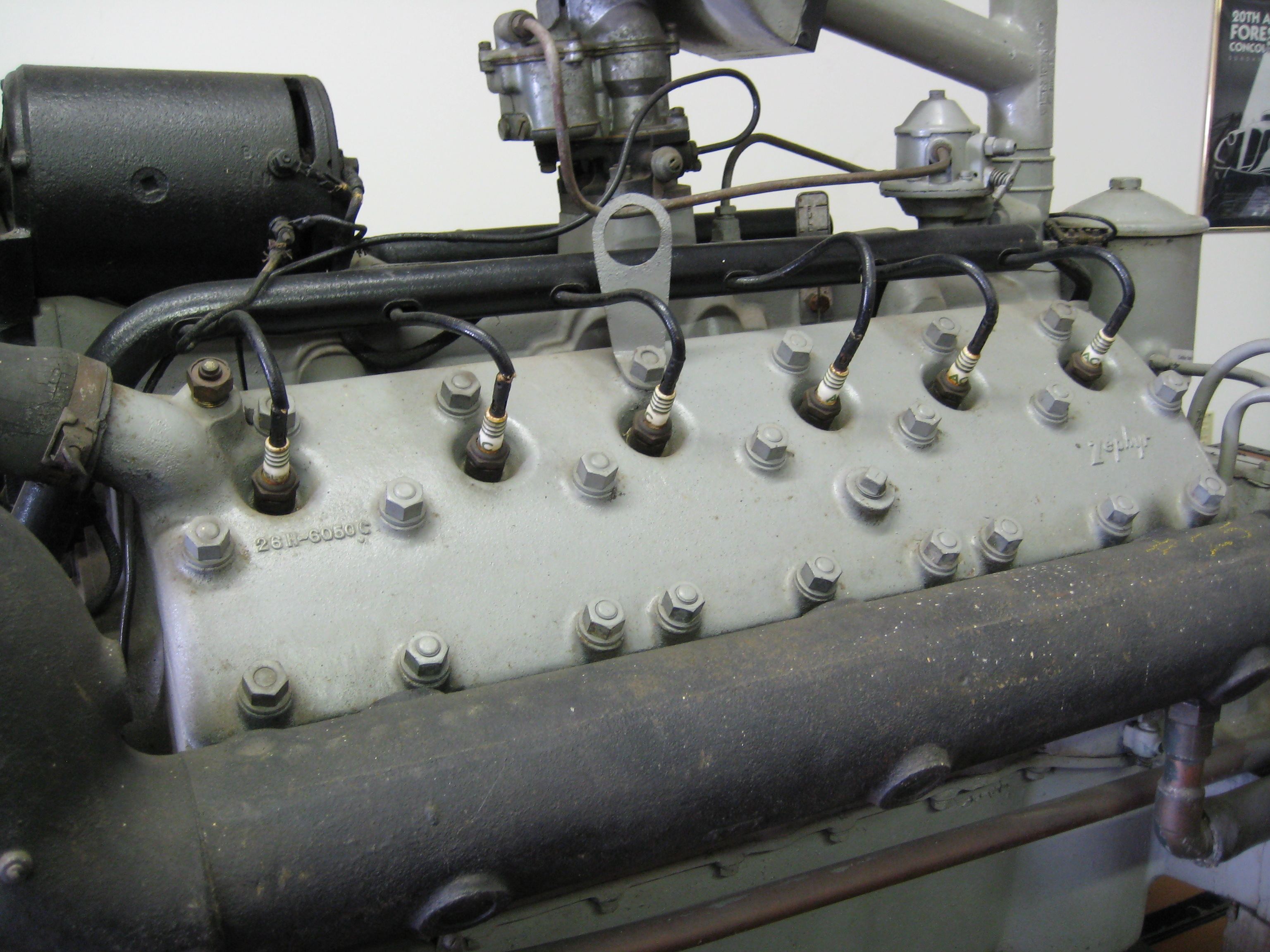
Il motore V12 montato sulla Zephyr

Il corpo vettura venne disegnato da John Tjaarda e raggiunse un coefficiente di resistenza aerodinamica di 0,45. La struttura, a monoscocca, era rigida ma leggera.
Il motore installato era un V12 a 75°  che derivava dai propulsori Ford V8 Flathead. Nonostante la medesima disposizione dei cilindri, il V12 della Zephyr era molto differente dall'omologo propulsore della K-Series. Inoltre,il motore della Zephyr, a valvole laterali, presentava delle dimensioni compatte che permisero la realizzazione di una linea del cofano piuttosto bassa.
Dal 1936 al 1939 sul modello venne montato un motore V12 da 4,4 L di cilindrata a cui, nel 1938, furono installate delle punterie idrauliche. Questo propulsore erogava 110 CV di potenza, che permetteva al veicolo di raggiungere i 145 km/h di velocità massima. Dal 1940 al 1941 il propulsore fu ingrandito a 4,8 L, mentre sui modelli prodotti nel 1942 e all'inizio del 1946 la cilindrata passò a 5 L. Quest'ultima versione erogava invece 130 CV. Dalla fine del 1946 al 1948 la cilindrata del motore invece tornò ad essere 4,8 L. Questa riduzione della cilindrata fu dovuta al tentativo di allungare la vita del propulsore, dato che esso soffriva di problemi di surriscaldamento e di erosione prematura delle parti meccaniche.
Le sospensioni erano a balestra, mentre i freni, sui modelli prodotti dal 1936 al 1938, erano comandati da un cavo. Dopo il 1939, l'impianto frenante diventò idraulico. Il cambio era invece manuale a tre rapporti.